# Marcel Granollers
Pour les articles homonymes, voir Granollers (homonymie).
Marcel Granollers Pujol (prononcer [grənuˈʎes]), né le 12 avril 1986 à Barcelone, est un joueur de tennis espagnol, professionnel depuis 2003.

## Carrière
Marcel Granollers compte à son palmarès six titres au niveau ITF en simple et neuf en double, ainsi que sept Challenger en simple et 21 en double.
Il a remporté quatre titres en simple et trente titres en double sur le circuit ATP, dont Roland-Garros,dix Masters 1000 et le Masters. Son titre le plus important en simple a été acquis à Valence en 2011 en battant en finale Juan Mónaco, un an après avoir perdu en finale face à David Ferrer.
Dans les tournois du Grand Chelem, il a atteint les huitièmes de finale en simple à Roland-Garros en 2012, 2014 et 2016, ainsi qu'à l'US Open en 2013.
Lors de son association avec Marc López, ils ont remporté le Masters en 2012 contre les Indiens Mahesh Bhupathi et Rohan Bopanna puis sont parvenus en finale du tournoi de Roland-Garros et de l'US Open en 2014.
En 2019, il s'associe avec l'Argentin Horacio Zeballos et s'adjuge l'Open du Canada puis atteint la finale de l'US Open. Il décide après le tournoi de Shanghai de mettre un terme à sa carrière en simple afin de se consacrer exclusivement au double. Vainqueurs de trois tournois en 2020, Granollers et Zeballos s'illustrent sur les Masters de Madrid et de Cincinnati en 2021 et disputent deux finales à Wimbledon en 2021 et 2023.
En mars 2024, il passe le cap des 500 victoires en double sur le circuit ATP. Le 6 mai, il accède avec Zeballos au premier rang de la spécialité, devenant le second Espagnol à y parvenir après Emilio Sánchez. Son meilleur classement, une 4e place, remontait alors à 2013.
Il a joué en Coupe Davis avec l'équipe d'Espagne et remporté la compétition en 2011 (jouant le double en quart de finale) et 2019. Il participe aussi à la finale perdue face à la République tchèque en 2012.
Son frère Gerard a été joueur de tennis professionnel entre 2007 et 2021, atteignant le 217e rang mondial.

## Parcours dans les tournois duGrand Chelem

### En simple
| Année | Open d'Australie | Open d'Australie | Internationaux de France | Internationaux de France | Wimbledon       | Wimbledon        | US Open         | US Open         |
| ----- | ---------------- | ---------------- | ------------------------ | ------------------------ | --------------- | ---------------- | --------------- | --------------- |
| 2006  | —                | —                | —                        | —                        | 1er tour (1/64) | Andrei Pavel     | —               | —               |
|       |                  |                  |                          |                          |                 |                  |                 |                 |
| 2008  | 1er tour (1/64)  | Evgeny Korolev   | 2e tour (1/32)           | Eduardo Schwank          | 1er tour (1/64) | Nicolás Almagro  | 1er tour (1/64) | Gilles Simon    |
| 2009  | 2e tour (1/32)   | Andy Murray      | 1er tour (1/64)          | Josselin Ouanna          | 2e tour (1/32)  | Robin Söderling  | 2e tour (1/32)  | Robin Söderling |
| 2010  | 2e tour (1/32)   | Alejandro Falla  | 2e tour (1/32)           | Márcos Baghdatís         | 2e tour (1/32)  | Robin Söderling  | 2e tour (1/32)  | Sam Querrey     |
| 2011  | 1er tour (1/64)  | Novak Djokovic   | 2e tour (1/32)           | Richard Gasquet          | 1er tour (1/64) | Mardy Fish       | 3e tour (1/16)  | J. C. Ferrero   |
| 2012  | 2e tour (1/32)   | Frederico Gil    | 1/8 de finale            | David Ferrer             | 1er tour (1/64) | Viktor Troicki   | 2e tour (1/32)  | J. Blake        |
| 2013  | 2e tour (1/32)   | Jérémy Chardy    | 1er tour (1/64)          | Feliciano López          | 1er tour (1/64) | Richard Gasquet  | 1/8 de finale   | Novak Djokovic  |
| 2014  | 1er tour (1/64)  | Marin Čilić      | 1/8 de finale            | Milos Raonic             | 2e tour (1/32)  | Santiago Giraldo | 3e tour (1/16)  | Roger Federer   |
| 2015  | 2e tour (1/32)   | Gilles Simon     | 2e tour (1/32)           | Roger Federer            | 2e tour (1/32)  | Leonardo Mayer   | 2e tour (1/32)  | J.-W. Tsonga    |
| 2016  | 2e tour (1/32)   | John Isner       | 1/8 de finale            | Dominic Thiem            | 2e tour (1/32)  | Richard Gasquet  | 2e tour (1/32)  | Andy Murray     |
| 2017  | 1er tour (1/64)  | Dudi Sela        | 1er tour (1/64)          | Novak Djokovic           | 1er tour (1/64) | Dudi Sela        | —               | —               |
| 2018  | —                | —                | —                        | —                        | —               | —                | 1er tour (1/64) | João Sousa      |
| 2019  | 1er tour (1/64)  | Marius Copil     | —                        | —                        | 2e tour (1/32)  | Ugo Humbert      | 1er tour (1/64) | Lorenzo Sonego  |

N.B. : à droite du résultat se trouve le nom de l'ultime adversaire.

### En double messieurs
| Année | Open d'Australie                                                                       | Open d'Australie                                                                        | Internationaux de France                                                              | Internationaux de France                                                              | Wimbledon                                                                            | Wimbledon            | US Open | US Open |
| ----- | -------------------------------------------------------------------------------------- | --------------------------------------------------------------------------------------- | ------------------------------------------------------------------------------------- | ------------------------------------------------------------------------------------- | ------------------------------------------------------------------------------------ | -------------------- | ------- | ------- |
| 2007  | —                                                                                      | —                                                                                       | 2e tour (1/16) F. López \|\| style="text-align:left;" \| F. Santoro N. Zimonjić       | 1er tour (1/32) T. Robredo \|\| style="text-align:left;" \| J. Levinský David Škoch   | 2e tour (1/16) F. López \|\| style="text-align:left;" \| J. Coetzee R. Wassen        |                      |         |         |
| 2008  | 2e tour (1/16) S. Ventura \|\| style="text-align:left;" \| F. Čermák L. Dlouhý         | 2e tour (1/16) S. Ventura \|\| style="text-align:left;" \| S. Aspelin J. Knowle         | 1/4 de finale S. Ventura \|\| style="text-align:left;" \| Bob Bryan Mike Bryan        | 1er tour (1/32) S. Ventura \|\| style="text-align:left;" \| M. Melo André Sá          |                                                                                      |                      |         |         |
| 2009  | 1er tour (1/32) S. Ventura \|\| style="text-align:left;" \| R. Bopanna J. Nieminen     | 2e tour (1/16) S. Ventura \|\| style="text-align:left;" \| J. Levinský Igor Zelenay     | 1er tour (1/32) S. Ventura \|\| style="text-align:left;" \| Chris Eaton A. Slabinsky  | 2e tour (1/16) T. Robredo \|\| style="text-align:left;" \| Lu Yen-hsun Dudi Sela      |                                                                                      |                      |         |         |
| 2010  | 2e tour (1/16) T. Robredo \|\| style="text-align:left;" \| J. Brunström J.-J. Rojer    | 1er tour (1/32) T. Robredo \|\| style="text-align:left;" \| S. Huss André Sá            | 1/4 de finale T. Robredo \|\| style="text-align:left;" \| R. Lindstedt Horia Tecău    | 1/2 finale T. Robredo \|\| style="text-align:left;" \| Bob Bryan Mike Bryan           |                                                                                      |                      |         |         |
| 2011  | 1/8 de finale T. Robredo \|\| style="text-align:left;" \| M. Bhupathi Leander Paes     | 2e tour (1/16) F. López \|\| style="text-align:left;" \| S. Aspelin Paul Hanley         | 1/8 de finale T. Robredo \|\| style="text-align:left;" \| A. Clément Lukáš Dlouhý     | 1/8 de finale Marc López \|\| style="text-align:left;" \| Colin Fleming Ross Hutchins |                                                                                      |                      |         |         |
| 2012  | 1er tour (1/32) Łukasz Kubot \|\| style="text-align:left;" \| S. González C. Kas       | 1er tour (1/32) A. Montañés \|\| style="text-align:left;" \| Eric Butorac Bruno Soares  | 1er tour (1/32) Marc López \|\| style="text-align:left;" \| J. Marray F. Nielsen      | 1/2 finale Marc López \|\| style="text-align:left;" \| Leander Paes R. Štěpánek       |                                                                                      |                      |         |         |
| 2013  | 1/2 finale Marc López \|\| style="text-align:left;" \| Robin Haase Igor Sijsling       | 1/4 de finale Marc López \|\| style="text-align:left;" \| M. Llodra N. Mahut            | 1er tour (1/32) Marc López \|\| style="text-align:left;" \| J. S. Cabal Robert Farah  | 1/8 de finale Marc López \|\| style="text-align:left;" \| T. C. Huey D. Inglot        |                                                                                      |                      |         |         |
| 2014  | 2e tour (1/16) Marc López \|\| style="text-align:left;" \| Max Mirnyi M. Youzhny       | Finale Marc López                                                                       | J. Benneteau É. Roger-Vasselin                                                        | 1/8 de finale Marc López \|\| style="text-align:left;" \| M. Llodra N. Mahut          | Finale Marc López                                                                    | Bob Bryan Mike Bryan |         |         |
| 2015  | 1er tour (1/32) Marc López \|\| style="text-align:left;" \| A. Krajicek D. Young       | 1er tour (1/32) Marc López \|\| style="text-align:left;" \| Robin Haase M. Youzhny      | 2e tour (1/16) Marc López \|\| style="text-align:left;" \| Łukasz Kubot Max Mirnyi    | 1/8 de finale Marc López \|\| style="text-align:left;" \| P.-H. Herbert N. Mahut      |                                                                                      |                      |         |         |
| 2016  | 1/2 finale P. Cuevas \|\| style="text-align:left;" \| D. Nestor R. Štěpánek            | 1/4 de finale P. Cuevas \|\| style="text-align:left;" \| Łukasz Kubot A. Peya           | 1/8 de finale P. Cuevas \|\| style="text-align:left;" \| J. Marray A. Shamasdin       | 1er tour (1/32) P. Cuevas \|\| style="text-align:left;" \| D. Marrero F. Verdasco     |                                                                                      |                      |         |         |
| 2017  | 1/4 de finale Ivan Dodig \|\| style="text-align:left;" \| Bob Bryan Mike Bryan         | 1/4 de finale Ivan Dodig \|\| style="text-align:left;" \| R. Harrison M. Venus          | 1/8 de finale Ivan Dodig \|\| style="text-align:left;" \| R. Harrison M. Venus        | 1/8 de finale Ivan Dodig \|\| style="text-align:left;" \| J.-J. Rojer Horia Tecău     |                                                                                      |                      |         |         |
| 2018  | 2e tour (1/16) F. Fognini \|\| style="text-align:left;" \| Rajeev Ram Divij Sharan     | 2e tour (1/16) P. Cuevas \|\| style="text-align:left;" \| S. Johnson Jack Sock          | 2e tour (1/16) P. Cuevas \|\| style="text-align:left;" \| K. Krawietz Andreas Mies    | 1/8 de finale Ivan Dodig \|\| style="text-align:left;" \| J. S. Cabal Robert Farah    |                                                                                      |                      |         |         |
| 2019  | 1er tour (1/32) G. Granollers \|\| style="text-align:left;" \| M. Demoliner F. Nielsen | 1er tour (1/32) Marc López \|\| style="text-align:left;" \| F. Delbonis G. Durán        | 1er tour (1/32) G. Granollers \|\| style="text-align:left;" \| H. Kontinen John Peers | Finale H. Zeballos                                                                    | J. S. Cabal Robert Farah                                                             |                      |         |         |
| 2020  | 1/8 de finale H. Zeballos \|\| style="text-align:left;" \| Rajeev Ram J. Salisbury     | 1/8 de finale H. Zeballos \|\| style="text-align:left;" \| Jamie Murray Neal Skupski    | Annulé                                                                                | Annulé                                                                                | 1er tour (1/16) H. Zeballos \|\| style="text-align:left;" \| Mate Pavić B. Soares    |                      |         |         |
| 2021  | 1er tour (1/32) H. Zeballos \|\| style="text-align:left;" \| N. Monroe F. Tiafoe       | 2e tour (1/16) H. Zeballos \|\| style="text-align:left;" \| Tomislav Brkić Nikola Čačić | Finale H. Zeballos                                                                    | Nikola Mektić Mate Pavić                                                              | 1/4 de finale H. Zeballos \|\| style="text-align:left;" \| J. Murray B. Soares       |                      |         |         |
| 2022  | 1/2 finale H. Zeballos \|\| style="text-align:left;" \| T. Kokkinakis N. Kyrgios       | 1/2 finale H. Zeballos \|\| style="text-align:left;" \| Ivan Dodig A. Krajicek          | —                                                                                     | —                                                                                     | 1er tour (1/32) H. Zeballos \|\| style="text-align:left;" \| M. Demoliner João Sousa |                      |         |         |
| 2023  | 1/2 finale H. Zeballos \|\| style="text-align:left;" \| R. Hijikata J. Kubler          | 1/2 finale H. Zeballos \|\| style="text-align:left;" \| Ivan Dodig A. Krajicek          | Finale H. Zeballos                                                                    | W. Koolhof Neal Skupski                                                               | 1/8 de finale H. Zeballos \|\| style="text-align:left;" \| P.-H. Herbert N. Mahut    |                      |         |         |
| 2024  | 1/8 de finale H. Zeballos \|\| style="text-align:left;" \| Y. Hanfmann D. Köpfer       | 1/2 finale H. Zeballos \|\| style="text-align:left;" \| M. Arévalo M. Pavić             | 1/2 finale H. Zeballos \|\| style="text-align:left;" \| Max Purcell J. Thompson       | 1/4 de finale H. Zeballos \|\| style="text-align:left;" \| Max Purcell J. Thompson    |                                                                                      |                      |         |         |
| 2025  | —                                                                                      | —                                                                                       | Victoire H. Zeballos                                                                  | J. Salisbury N. Skupski                                                               |                                                                                      |                      |         |         |

N.B. : le nom du partenaire se trouve sous le résultat ; le nom des ultimes adversaires se trouve à droite.

### En double mixte
| 2018 | 1/8 de finale N. Kichenok \|\| style="text-align:left;" \| A. Hlaváčková É. Roger-Vasselin | 1er tour (1/16) A. Garrigues \|\| style="text-align:left;" \| K. Mladenovic Alexis Musialek | — | — | — | — |

N.B. : le nom de la partenaire se trouve sous le résultat ; le nom des ultimes adversaires se trouve à droite.

## Parcours dans lesMasters 1000

### En simple
| Année | Indian Wells           | Miami                   | Monte-Carlo              | Rome                   | Hambourg puis Madrid    | Canada                      | Cincinnati            | Madrid puis Shanghai    | Paris                  |
| ----- | ---------------------- | ----------------------- | ------------------------ | ---------------------- | ----------------------- | --------------------------- | --------------------- | ----------------------- | ---------------------- |
| 2008  | —                      | —                       | —                        | —                      | 1er tour S. Bolelli     | —                           | —                     | 2e tour J.-W. Tsonga    | 2e tour Marin Čilić    |
| 2009  | 1er tour S. Darcis     | —                       | 2e tour D. Nalbandian    | 1er tour R. Söderling  | 1er tour Marin Čilić    | —                           | —                     | —                       | —                      |
| 2010  | —                      | —                       | 1er tour J. C. Ferrero   | 1er tour T. Berdych    | 1er tour S. Wawrinka    | —                           | —                     | —                       | 1er tour D. Nalbandian |
| 2011  | 1er tour R. Sweeting   | 1/8 de finale D. Ferrer | 1er tour N. Almagro      | —                      | 2e tour T. Berdych      | —                           | —                     | 1er tour A. Bogomolov   | 1er tour J. Chardy     |
| 2012  | 3e tour R. Nadal       | 2e tour Lukáš Rosol     | 1er tour J. Benneteau    | 1/8 de finale R. Nadal | 2e tour N. Almagro      | 1/4 de finale J. Tipsarević | 1er tour K. Nishikori | —                       | 2e tour D. Ferrer      |
| 2013  | 1er tour D. Nalbandian | 2e tour J. Melzer       | 2e tour T. Berdych       | 1/4 de finale B. Paire | 1er tour V. Troicki     | 2e tour A. Murray           | 2e tour Tommy Haas    | 2e tour N. Djokovic     | 2e tour R. Nadal       |
| 2014  | —                      | 1er tour T. Gabashvili  | 1er tour G. Dimitrov     | 2e tour A. Murray      | 1er tour M. Copil       | 1er tour Lu Yen-hsun        | 1er tour F. Verdasco  | 1er tour Lu Yen-hsun    | —                      |
| 2015  | 1er tour S. Johnson    | 1er tour Chung Hyeon    | 2e tour T. Robredo       | 1er tour R. Bautista   | 1/8 de finale A. Murray | —                           | —                     | —                       | 1er tour A. Bedene     |
| 2016  | 2e tour A. Murray      | 2e tour D. Goffin       | 1/4 de finale G. Monfils | —                      | 2e tour João Sousa      | —                           | 2e tour T. Berdych    | 1/8 de finale M. Zverev | —                      |
| 2017  | 2e tour M. Jaziri      | 1er tour Borna Ćorić    | 1er tour P. Lorenzi      | —                      | 1er tour F. Mayer       | —                           | —                     | —                       | —                      |

N.B. : sous le résultat se trouve le nom de l’ultime adversaire.

## Participation auMasters

### En double
| Année | Ville   | Surface    | Partenaire       | Résultats | Résultat final    |
| ----- | ------- | ---------- | ---------------- | --------- | ----------------- |
| 2012  | Londres | Dur (int.) | Marc López       | 4v, 1d    | Victoire          |
| 2013  | Londres | Dur (int.) | Marc López       | 1v, 2d    | Éliminé en poules |
| 2014  | Londres | Dur (int.) | Marc López       | 1v, 2d    | Éliminé en poules |
| 2017  | Londres | Dur (int.) | Ivan Dodig       | 0v, 2d    | Éliminé en poules |
| 2020  | Londres | Dur (int.) | Horacio Zeballos | 2v, 2d    | Demi-finaliste    |
| 2021  | Turin   | Dur (int.) | Horacio Zeballos | 2v, 2d    | Demi-finaliste    |
| 2022  | Turin   | Dur (int.) | Horacio Zeballos | 0v, 3d    | Éliminé en poules |
| 2023  | Turin   | Dur (int.) | Horacio Zeballos | 4v, 1d    | Finaliste         |
| 2024  | Turin   | Dur (int.) | Horacio Zeballos | 0v, 3d    | Éliminé en poules |

## Victoires sur le top 10
Toutes ses victoires sur des joueurs classés dans le top 10 de l'ATP lors de la rencontre.
| Légende      |
| Grand Chelem |
| Masters 1000 |
| ATP 500      |
| ATP 250      |
| Coupe Davis  |

| # | M.G.   | Tournoi          | Année | Surface      | Adversaire      | Rang  | Tour   | Score                   |
| - | ------ | ---------------- | ----- | ------------ | --------------- | ----- | ------ | ----------------------- |
| 1 | no 84  | Houston          | 2008  | Terre battue | James Blake     | no 8  | Finale | 6-4, 1-6, 7-5           |
| 2 | no 113 | Open d'Australie | 2010  | Dur          | Robin Söderling | no 8  | 1/64   | 5-7, 2-6, 6-4, 6-4, 6-2 |
| 3 | no 34  | Valence          | 2011  | Dur          | Gaël Monfils    | no 10 | 1/4    | 7-612, 3-6, 6-4         |
| 4 | no 37  | Rome             | 2013  | Terre battue | Andy Murray     | no 2  | 1/16   | 6-3, 65-7, ab.          |
| 5 | no 44  | Tokyo            | 2014  | Dur          | David Ferrer    | no 5  | 1/16   | 4-6, 6-4, 6-4           |
| 6 | no 43  | Shanghai         | 2016  | Dur          | Tomáš Berdych   | no 9  | 1/16   | 7-64, 7-61              |

## Classements ATP en fin de saison
| Année          | 2002 | 2003 | 2004 | 2005 | 2006 | 2007 | 2008 | 2009 | 2010 | 2011 | 2012 | 2013 | 2014 | 2015 | 2016 | 2017 | 2018 | 2019 | 2020 | 2021 | 2022 | 2023 | 2024 |
| Rang en simple | 957  | 508  | 397  | 286  | 160  | 128  | 56   | 91   | 42   | 27   | 34   | 38   | 46   | 84   | 37   | 177  | 97   | 112  | 175  | 312  | –    | –    | –    |
| Rang en double | 1233 | 844  | 396  | 268  | 97   | 58   | 60   | 25   | 22   | 32   | 10   | 12   | 8    | 39   | 18   | 14   | 25   | 25   | 9    | 7    | 17   | 10   | 4    |

Source : (en) Classements de Marcel Granollers sur le site officiel de la Fédération internationale de tennis